# Veronika Vítková
Veronika Vítková (Vrchlabí, 9 dicembre 1988) è un'ex biatleta e fondista ceca.

## Biografia
Attiva principalmente nel biathlon, in Coppa del Mondo ha esordito il 17 dicembre 2006 a Hochfilzen (10ª), ha ottenuto il primo podio il 15 dicembre 2011 nella medesima località (2ª) e la prima vittoria il 24 novembre 2013 a Östersund.
In carriera ha preso parte a tre edizioni dei Giochi olimpici invernali, Vancouver 2010 (24ª nella sprint, 68ª nell'individuale, 37ª nell'inseguimento, 16ª nella staffetta), Soči 2014 (16ª nella sprint, 6ª nell'individuale, 21ª nell'inseguimento, 8ª nella partenza in linea, 3ª nella staffetta, 2ª nella staffetta mista) e Pyeongchang 2018 (3ª nella sprint, 7ª nell'inseguimento, 18ª nell'individuale, 14ª nella partenza in linea, 8ª nella staffetta mista), e a sei dei Campionati mondiali, vincendo due medaglie.
Saltuariamente prende parte anche ad alcune gare minori di sci di fondo; nel 2012 ha vinto la 30 km a tecnica libera della Gran fondo Val Casies.
Dopo aver scoperto di essere incinta ha annunciato il ritiro al termine della stagione 2019-2020.

## Palmarès

### Biathlon

#### Olimpiadi
- 3 medaglie:
  - 1 argento (staffetta mista[3] a Soči 2014)
  - 2 bronzi (staffetta a Soči 2014; sprint a Pyeongchang 2018)

#### Mondiali
- 2 medaglie:
  - 1 oro (staffetta mista[3] a Kontiolahti 2015)
  - 1 bronzo (staffetta mista[3] a Nové Město na Moravě 2013)

#### Mondiali juniores
- 3 medaglie:
  - 1 oro (staffetta a Canmore 2009)
  - 2 argenti (inseguimento a Ruhpolding 2008; inseguimento a Canmore 2009)

#### Coppa del Mondo
- Miglior piazzamento in classifica generale: 8ª nel 2016 e nel 2018
- 26 podi (12 individuali, 14 a squadre), oltre a quelli conquistati in sede olimpica e iridata e validi anche ai fini della Coppa del Mondo:
  - 6 vittorie (1 individuale, 5 a squadre)
  - 8 secondi posti (4 individuali, 4 a squadre)
  - 12 terzi posti (7 individuali, 5 a squadre)

##### Coppa del Mondo - vittorie
| Data             | Località          | Nazione     | Spec.                                                            |
| ---------------- | ----------------- | ----------- | ---------------------------------------------------------------- |
| 24 novembre 2013 | Östersund         | Svezia      | MX (con Gabriela Soukalová, Zdeněk Vítek e Ondřej Moravec)       |
| 7 gennaio 2015   | Oberhof           | Germania    | RL (con Eva Puskarčíková, Gabriela Soukalová e Jitka Landová)    |
| 9 gennaio 2015   | Oberhof           | Germania    | SP                                                               |
| 14 gennaio 2015  | Ruhpolding        | Germania    | RL (con Eva Puskarčíková, Gabriela Soukalová e Jitka Landová)    |
| 15 febbraio 2015 | Oslo Holmenkollen | Norvegia    | RL (con Eva Puskarčíková, Gabriela Soukalová e Jitka Landová)    |
| 14 febbraio 2016 | Presque Isle      | Stati Uniti | RL (con Eva Puskarčíková, Lucie Charvátová e Gabriela Soukalová) |

Legenda:

SP = sprint

RL = staffetta

MX = staffetta mista